# Deutschlandhaus (Berlin-Kreuzberg)

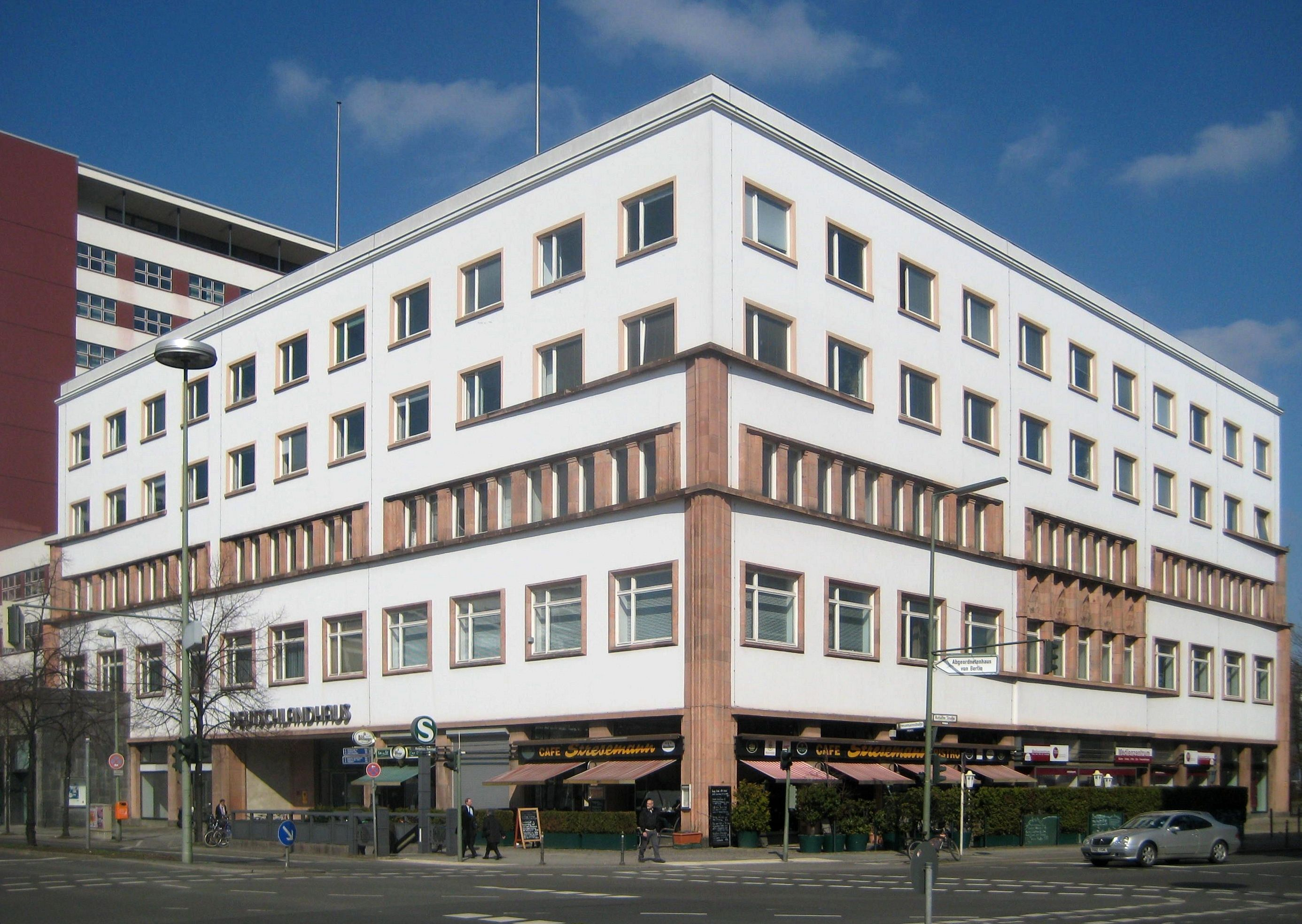
Das Deutschlandhaus an der Einmündung der Anhalter Straße (rechts) mit dem Europahaus im Hintergrund

Das Deutschlandhaus im Berliner Ortsteil Kreuzberg ist ein denkmalgeschütztes Gebäude an der Ecke Stresemannstraße 90/Anhalter Straße 20 in Höhe des Askanischen Platzes. Der Flachdach-Bau mit vier Obergeschossen ist Teil des ab 1926 an der damaligen Königgrätzer Straße im Stil der Neuen Sachlichkeit errichteten Gebäudekomplexes Europahaus, der 1931 fertiggestellt wurde. Diesen Namen trägt heute nur noch der elfgeschossige nördliche Teil an der Stresemannstraße 92/94. Das Gebäude wurde von der Stiftung Flucht, Vertreibung, Versöhnung in ein Dokumentationszentrum zum Thema Flucht und Vertreibung umgebaut, das am 21. Juni 2021 eröffnet wurde.

## Geschichte

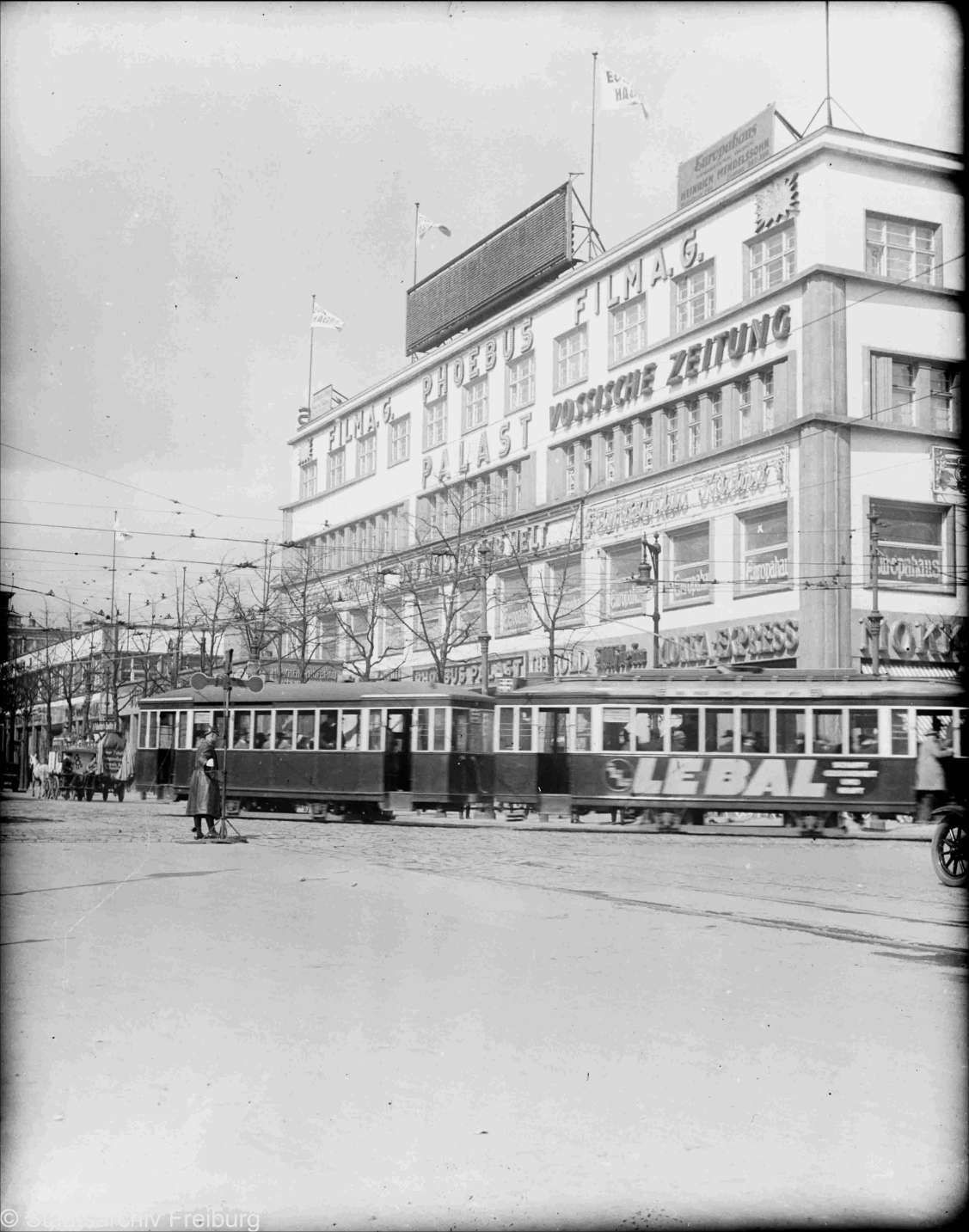
April 1927: Das Deutschlandhaus noch mit drei Obergeschossen und ohne das später gebaute Europahaus

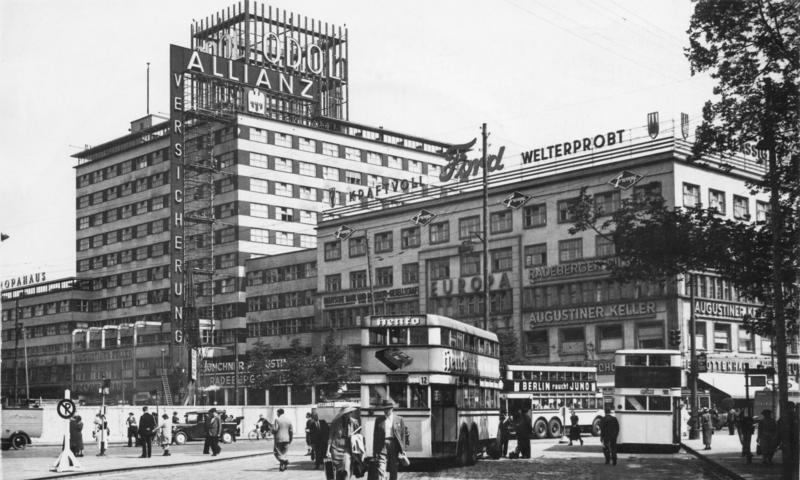
Der fertige Komplex 1936 mit Deutschlandhaus (rechts) und Leuchtreklame der Ford-Werke. Auf dem Europahaus links die Odol- und Allianz-Reklame.

Zwischen Potsdamer Platz und Belle-Alliance-Platz (heute: Mehringplatz) war das Stadtgebiet rund um den belebten Anhalter Bahnhof am Askanischen Platz eine begehrte Berliner Adresse und in den 1920er Jahren bildete die Königgrätzer Straße (heute: Stresemannstraße) einen Brennpunkt großstädtischen Lebens. Sie wurde 1930 zu Ehren des im Jahr zuvor verstorbenen Außenministers der Weimarer Republik, Gustav Stresemann, umbenannt und trug von 1935 bis 1947 den Namen Saarlandstraße.
Gegenüber dem im Zweiten Weltkrieg später zerstörten Anhalter Bahnhof wurde der Europahaus-Komplex nach Entwürfen des Büros Bielenberg & Moser errichtet. Mit Fassadenelementen im expressionistischen Stil aus rotem Naturstein (Porphyr) war das Deutschlandhaus im April 1927 mit zunächst drei Obergeschossen fertiggestellt. Richard Bielenberg starb 1929 und für die Ausführung des schlichter gehaltenen elf- und fünfgeschossigen Europahauses (Fertigstellung: 1931) zeichnete Josef Moser (1872–1963) zusammen mit Otto Firle verantwortlich. In den 1930er Jahren waren in dem Gebäudekomplex der Europa Tanz Pavillon, Festsäle, Cafés, das Hofbräuhaus Augustiner-Keller und das Lichtspieltheater Europa-Palast mit 2000 Plätzen untergebracht. Besonderes Kennzeichen war die nächtliche Leuchtreklame der Allianz an der Fassade, später durch einen Lichtturm auf dem Dach mit dem Schriftzug Odol ergänzt. Das 1935 eingerichtete Dachgartenrestaurant Palmengarten war ein weiterer Anziehungspunkt.
Die von den alliierten Luftangriffen und der Schlacht um Berlin verursachten Schäden waren erst zu Beginn der 1960er Jahre beseitigt; dabei entfiel der fünfgeschossige nördliche Teil des Europahauses mit dem Tanz Pavillon. Das bundeseigene Haus wurde vom Kabinett Adenauer zur „nationalen Pflege der ostdeutschen Kultur“ bestimmt und einer Organisation der Heimatvertriebenen als Domizil übergeben. Das Gebäude war nach dem Mauerbau einer der ersten Anlaufpunkte für Flüchtlinge aus der DDR. 1974 bekam es den Namen Deutschlandhaus, der bis heute an der Fassade steht.
Im Deutschlandhaus hatten die Landsmannschaften des Bundes der Vertriebenen ihre Büros, bis Ende 1999 die finanzielle Förderung des Bundes eingestellt wurde. Es wurde als Standort für die von der Bundesregierung beschlossene Stiftung Flucht, Vertreibung, Versöhnung festgelegt.
Ab 2009 wurde das Deutschlandhaus nach dem Entwurf der Architekten Bernhard und Stefan Marte aus Österreich, Vorarlberg für das Ausstellungs-, Dokumentations- und Informationszentrum der Stiftung Flucht, Vertreibung, Versöhnung umgebaut und erweitert. Die Gebäudeflügel an der Stresemannstraße und entlang der Anhalter Straße mit den denkmalgeschützten Fassaden wurden erhalten. Der Rest des Gebäudes weicht einem zeitgenössischen Museumsbau.
Die Kosten des vom Bund getragenen Projekts werden auf 30 Millionen Euro geschätzt. Neben einer Dauerausstellung auf 1200 m² ist eine weitere kleinere Fläche für Wechselausstellungen vorgesehen. Hier hat der Berliner Landesverband des Bundes der Vertriebenen seinen Sitz. Bis 1999 waren noch weitere Landsmannschaften im Deutschlandhaus vertreten. Ab 2000 kamen neue Institutionen hinzu, wie die Geschäftsstelle der Stiftung Denkmal für die ermordeten Juden Europas.
Anfang 2013 wurden die gastronomischen Betriebe im Erdgeschoss geschlossen. Am 11. Juni 2013 kam unter anderem Bundeskanzlerin Angela Merkel aus Anlass des Baubeginns. Geplant war die Einweihung des Dokumentationszentrums für 2018.
Drei Jahre wurden für den Umbau veranschlagt. Die mit rotem Sandstein verzierte, denkmalgeschützte expressionistische Fassade des Gebäudes blieb erhalten, die historischen Fenster wurden aber nicht rekonstruiert. Im Inneren entstand ein lichtdurchfluteter moderner Museumsbau mit Foyer, Ausstellungshallen und Galeriesälen. Dafür wurde auch der jetzige Innenhof überbaut. Die Ausstellung soll „die Ursachen, den Ablauf und die Folgen ethnischer Säuberungen“ im Europa des 20. Jahrhunderts darstellen. Nach Querelen über die inhaltliche Ausrichtung des Zentrums und mehreren Wechseln in der Kuratoriumsleitung, die zu Verzögerungen führten, wurde das Dokumentationszentrum im Sommer 2021 eröffnet.